# دبیاچا
دبیاچا (به صربی: Debeljača) یک منطقهٔ مسکونی در صربستان است که در Kovačica Municipality واقع شده‌است. دبیاچا ۵٬۳۲۵ نفر جمعیت دارد و ۷۵ متر بالاتر از سطح دریا واقع شده‌است.

## خواهرخوانده
شهر هودمزوواشارهی خواهرخواندهٔ دبیاچا هست.